# Shibayama
Shibayama (芝山町?) è una cittadina giapponese della prefettura di Chiba.
Qui nacque il microbiologo, generale e criminale di guerra Shirō Ishii.